# Minh sử
| Nhị thập tứ sử | Nhị thập tứ sử | Nhị thập tứ sử              | Nhị thập tứ sử |
| -------------- | -------------- | --------------------------- | -------------- |
| STT            | Tên sách       | Tác giả                     | Số quyển       |
| 1              | Sử ký          | Tư Mã Thiên                 | 130            |
| 2              | Hán thư        | Ban Cố                      | 100            |
| 3              | Hậu Hán thư    | Phạm Diệp                   | 120            |
| 4              | Tam quốc chí   | Trần Thọ                    | 65             |
| 5              | Tấn thư        | Phòng Huyền Linh (chủ biên) | 130            |
| 6              | Tống thư       | Thẩm Ước                    | 100            |
| 7              | Nam Tề thư     | Tiêu Tử Hiển                | 59             |
| 8              | Lương thư      | Diêu Tư Liêm                | 56             |
| 9              | Trần thư       | Diêu Tư Liêm                | 36             |
| 10             | Ngụy thư       | Ngụy Thâu                   | 114            |
| 11             | Bắc Tề thư     | Lý Bách Dược                | 50             |
| 12             | Chu thư        | Lệnh Hồ Đức Phân (chủ biên) | 50             |
| 13             | Tùy thư        | Ngụy Trưng (chủ biên)       | 85             |
| 14             | Nam sử         | Lý Diên Thọ                 | 80             |
| 15             | Bắc sử         | Lý Diên Thọ                 | 100            |
| 16             | Cựu Đường thư  | Lưu Hú (chủ biên)           | 200            |
| 17             | Tân Đường thư  | Âu Dương Tu, Tống Kỳ        | 225            |
| 18             | Cựu Ngũ Đại sử | Tiết Cư Chính (chủ biên)    | 150            |
| 19             | Tân Ngũ Đại sử | Âu Dương Tu (chủ biên)      | 74             |
| 20             | Tống sử        | Thoát Thoát (chủ biên)      | 496            |
| 21             | Liêu sử        | Thoát Thoát (chủ biên)      | 116            |
| 22             | Kim sử         | Thoát Thoát (chủ biên)      | 135            |
| 23             | Nguyên sử      | Tống Liêm (chủ biên)        | 210            |
| 24             | Minh sử        | Trương Đình Ngọc (chủ biên) | 332            |
| -              | Tân Nguyên sử  | Kha Thiệu Mân (chủ biên)    | 257            |
| -              | Thanh sử cảo   | Triệu Nhĩ Tốn (chủ biên)    | 529            |

Minh sử (chữ Hán: 明史) là một sách lịch sử theo thể kỷ truyện trong 24 sách lịch sử Trung Quốc (Nhị thập tứ sử) do Trương Đình Ngọc thời Thanh viết và biên soạn, công việc biên soạn trải qua một thời gian lâu dài bắt đầu từ năm Thuận Trị nguyên niên (năm 1645) tới năm Càn Long thứ 4 (năm 1739) thì hoàn thành, phần lớn việc biên soạn được thực hiện dưới thời Khang Hy.
Tổng cộng có 332 quyển, bao gồm Bản kỷ 24 quyển, Liệt truyện 220 quyển, Biểu 13 quyển, Chí 75 quyển, cộng thêm 4 quyển Mục lục, sách ghi chép lịch sử hưng thịnh và suy vong của nhà Minh, bắt đầu từ khi Minh Thái Tổ Chu Nguyên Chương kiến lập nhà Minh năm 1368 đến khi Minh Tư Tông Sùng Trinh tự sát năm 1644.

## Thể lệ

### Bản kỉ
| Quyển    | Mục lục      | Nội dung         |  | Quyển    | Mục lục      | Nội dung                  |
| -------- | ------------ | ---------------- |  | -------- | ------------ | ------------------------- |
| quyển 1  | bản kỉ đệ 1  | Thái Tổ nhất     |  | quyển 13 | bản kỉ đệ 13 | Hiến Tông nhất            |
| quyển 2  | bản kỉ đệ 2  | Thái Tổ nhị      |  | quyển 14 | bản kỉ đệ 14 | Hiến Tông nhị             |
| quyển 3  | bản kỉ đệ 3  | Thái Tổ tam      |  | quyển 15 | bản kỉ đệ 15 | Hiếu Tông                 |
| quyển 4  | bản kỉ đệ 4  | Cung Mẫn Đế      |  | quyển 16 | bản kỉ đệ 16 | Vũ Tông                   |
| quyển 5  | bản kỉ đệ 5  | Thành Tổ nhất    |  | quyển 17 | bản kỉ đệ 17 | Thế Tông nhất             |
| quyển 6  | bản kỉ đệ 6  | Thành Tổ nhị     |  | quyển 18 | bản kỉ đệ 18 | Thế Tông nhị              |
| quyển 7  | bản kỉ đệ 7  | Thành Tổ tam     |  | quyển 19 | bản kỉ đệ 19 | Mục Tông                  |
| quyển 8  | bản kỉ đệ 8  | Nhân Tông        |  | quyển 20 | bản kỉ đệ 20 | Thần Tông nhất            |
| quyển 9  | bản kỉ đệ 9  | Tuyên Tông       |  | quyển 21 | bản kỉ đệ 21 | Thần Tông nhị, Quang Tông |
| quyển 10 | bản kỉ đệ 10 | Anh Tông tiền kỉ |  | quyển 22 | bản kỉ đệ 22 | Hy Tông                   |
| quyển 11 | bản kỉ đệ 11 | Cảnh Đế          |  | quyển 23 | bản kỉ đệ 23 | Trang Liệt Đế nhất        |
| quyển 12 | bản kỉ đệ 12 | Anh Tông hậu kỷ  |  | quyển 24 | bản kỉ đệ 24 | Trang Liệt Đế nhị         |

### Chí
| Quyển    | Mục lục   | Nội dung       |  | Quyển    | Mục lục   | Nội dung       |  | Quyển    | Mục lục   | Nội dung       |
| -------- | --------- | -------------- |  | -------- | --------- | -------------- |  | -------- | --------- | -------------- |
| quyển 25 | chí đệ 1  | thiên văn nhất |  | quyển 50 | chí đệ 26 | lễ tứ          |  | quyển 75 | chí đệ 51 | chức quan tứ   |
| quyển 26 | chí đệ 2  | thiên văn nhị  |  | quyển 51 | chí đệ 27 | lễ ngũ         |  | quyển 76 | chí đệ 52 | chức quan ngũ  |
| quyển 27 | chí đệ 3  | thiên văn tam  |  | quyển 52 | chí đệ 28 | lễ lục         |  | quyển 77 | chí đệ 53 | thực hóa nhất  |
| quyển 28 | chí đệ 4  | ngũ hành nhất  |  | quyển 53 | chí đệ 29 | lễ thất        |  | quyển 78 | chí đệ 54 | thực hóa nhị   |
| quyển 29 | chí đệ 5  | ngũ hành nhị   |  | quyển 54 | chí đệ 30 | lễ bát         |  | quyển 79 | chí đệ 55 | thực hóa tam   |
| quyển 30 | chí đệ 6  | ngũ hành tam   |  | quyển 55 | chí đệ 31 | lễ cửu         |  | quyển 80 | chí đệ 56 | thực hóa tứ    |
| quyển 31 | chí đệ 7  | lịch nhất      |  | quyển 56 | chí đệ 32 | lễ thập        |  | quyển 81 | chí đệ 57 | thực hóa ngũ   |
| quyển 32 | chí đệ 8  | lịch nhị       |  | quyển 57 | chí đệ 33 | lễ thập nhất   |  | quyển 82 | chí đệ 58 | thực hóa lục   |
| quyển 33 | chí đệ 9  | lịch tam       |  | quyển 58 | chí đệ 34 | lễ thập nhị    |  | quyển 83 | chí đệ 59 | hà cừ nhất     |
| quyển 34 | chí đệ 10 | lịch tứ        |  | quyển 59 | chí đệ 35 | lễ thập tam    |  | quyển 84 | chí đệ 60 | hà cừ nhị      |
| quyển 35 | chí đệ 11 | lịch ngũ       |  | quyển 60 | chí đệ 36 | lễ thập tứ     |  | quyển 85 | chí đệ 61 | hà cừ tam      |
| quyển 36 | chí đệ 12 | lịch lục       |  | quyển 61 | chí đệ 37 | nhạc nhất      |  | quyển 86 | chí đệ 62 | hà cừ tứ       |
| quyển 37 | chí đệ 13 | lịch thất      |  | quyển 62 | chí đệ 38 | nhạc nhị       |  | quyển 87 | chí đệ 63 | hà cừ ngũ      |
| quyển 38 | chí đệ 14 | lịch bát       |  | quyển 63 | chí đệ 39 | nhạc tam       |  | quyển 88 | chí đệ 64 | hà cừ lục      |
| quyển 39 | chí đệ 15 | lịch cửu       |  | quyển 64 | chí đệ 40 | nghi vệ        |  | quyển 89 | chí đệ 65 | binh nhất      |
| quyển 40 | chí đệ 16 | địa lý nhất    |  | quyển 65 | chí đệ 41 | dư phục nhất   |  | quyển 90 | chí đệ 66 | binh nhị       |
| quyển 41 | chí đệ 17 | địa lý nhị     |  | quyển 66 | chí đệ 42 | dư phục nhị    |  | quyển 91 | chí đệ 67 | binh tam       |
| quyển 42 | chí đệ 18 | địa lý tam     |  | quyển 67 | chí đệ 43 | dư phục tam    |  | quyển 92 | chí đệ 68 | binh tứ        |
| quyển 43 | chí đệ 19 | địa lý tứ      |  | quyển 68 | chí đệ 44 | dư phục tứ     |  | quyển 93 | chí đệ 69 | hình pháp nhất |
| quyển 44 | chí đệ 20 | địa lý ngũ     |  | quyển 69 | chí đệ 45 | tuyển cử nhất  |  | quyển 94 | chí đệ 70 | hình pháp nhị  |
| quyển 45 | chí đệ 21 | địa lý lục     |  | quyển 70 | chí đệ 46 | tuyển cử nhị   |  | quyển 95 | chí đệ 71 | hình pháp tam  |
| quyển 46 | chí đệ 22 | địa lý thất    |  | quyển 71 | chí đệ 47 | tuyển cử tam   |  | quyển 96 | chí đệ 72 | nghệ văn nhất  |
| quyển 47 | chí đệ 23 | lễ nhất        |  | quyển 72 | chí đệ 48 | chức quan nhất |  | quyển 97 | chí đệ 73 | nghệ văn nhị   |
| quyển 48 | chí đệ 24 | lễ nhị         |  | quyển 73 | chí đệ 49 | chức quan nhị  |  | quyển 98 | chí đệ 74 | nghệ văn tam   |
| quyển 49 | chí đệ 25 | lễ tam         |  | quyển 74 | chí đệ 50 | chức quan tam  |  | quyển 99 | chí đệ 75 | nghệ văn tứ    |

### Biểu
| Quyển     | Mục lục   | Nội dung                |  | Quyển     | Mục lục    | Nội dung                      |  | Quyển     | Mục lục    | Nội dung                  |
| --------- | --------- | ----------------------- |  | --------- | ---------- | ----------------------------- |  | --------- | ---------- | ------------------------- |
| quyển 100 | biểu đệ 1 | chư vương thế biểu nhất |  | quyển 105 | biểu đệ 6  | công thần thế biểu nhất       |  | quyển 110 | biểu đệ 11 | tể phụ niên biểu nhị      |
| quyển 101 | biểu đệ 2 | chư vương thế biểu nhị  |  | quyển 106 | biểu đệ 7  | công thần thế biểu nhị        |  | quyển 111 | biểu đệ 12 | thất khanh niên biểu nhất |
| quyển 102 | biểu đệ 3 | chư vương thế biểu tam  |  | quyển 107 | biểu đệ 8  | công thần thế biểu tam        |  | quyển 112 | biểu đệ 13 | thất khanh niên biểu nhị  |
| quyển 103 | biểu đệ 4 | chư vương thế biểu tứ   |  | quyển 108 | biểu đệ 9  | ngoại thích ân trạch hầu biểu |  |           |            |                           |
| quyển 104 | biểu đệ 5 | chư vương thế biểu ngũ  |  | quyển 109 | biểu đệ 10 | tể phụ niên biểu nhất         |  |           |            |                           |

### Liệt truyện
| Quyển     | Mục                | Nội dung |
| --------- | ------------------ | --- |
| quyển 113 | liệt truyện đệ 1   | Hậu phi nhất: Thái Tổ Hiếu Từ Cao hoàng hậu, Tôn Quý phi, Lý Thục phi, Quách Ninh phi; Huệ Đế Mã hoàng hậu; Thành Tổ Nhân Hiếu Văn hoàng hậu, Vương Quý phi, Quyền Hiền phi; Nhân Tông Thành Hiếu Trương hoàng hậu; Tuyên Tông Cung Nhượng Hồ hoàng hậu, Hiếu Cung Tôn hoàng hậu, Ngô Hiền phi, Quách tần; Anh Tông Hiếu Trang Tiền hoàng hậu, Hiếu Túc Chu thái hậu; Cảnh Đế Uông phế hậu, Túc Hiếu Hàng hoàng hậu; Hiến Tông Ngô phế hậu, Hiếu Trinh Vương hoàng hậu, Hiếu Mục Kỷ thái hậu, Hiếu Huệ Thiệu thái hậu, Vạn Quý phi |
| quyển 114 | liệt truyện đệ 2   | Hậu phi nhị: Hiếu Tông Hiếu Khang Chương hoàng hậu; Vũ Tông Hiếu Tĩnh Hạ hoàng hậu; Thế Tông Hiếu Khiết Trần hoàng hậu, Trương phế hậu, Hiếu Liệt Phương hoàng hậu, Hiếu Khác Đỗ thái hậu; Mục Tông Hiếu Ý Lý hoàng hậu, Hiếu An Trần hoàng hậu, Hiếu Định Lý thái hậu; Thần Tông Hiếu Đoan Vương hoàng hậu, Hiếu Tĩnh Vương thái hậu, Trịnh Quý phi, Lưu Chiêu phi,; Quang Tông Hiếu Nguyên Quách hoàng hậu, Hiếu Hòa Vương thái hậu, Hiếu Thuần Lưu thái hậu, Lý Khang phi, Lý Trang phi, Triệu Tuyển thị; Hy Tông Ý An Trương hoàng hậu, Trương Dụ phi; Trang Liệt Đế Mẫn Chu hoàng hậu, Điền Quý phi |
| quyển 115 | liệt truyện đệ 3   | Hưng Tông Hiếu Khang hoàng đế, Duệ Tông Hưng Hiến hoàng đế |
| quyển 116 | liệt truyện đệ 4   | Chư vương nhất: Thái Tổ chư tử nhất |
| quyển 117 | liệt truyện đệ 5   | Chư vương nhị: Thái Tổ chư tử nhị |
| quyển 118 | liệt truyện đệ 6   | Chư vương tam: Thái Tổ chư tử tam; Hưng Tông chư tử, Huệ Đế chư tử; Thành Tổ chư tử |
| quyển 119 | liệt truyện đệ 7   | Chư vương tứ: Nhân Tông chư tử, Anh Tông chư tử, Cảnh Đế chư tử, Hiến Tông chư tử, Hiếu Tông tử |
| quyển 120 | liệt truyện đệ 8   | Chư vương ngũ: Thế Tông chư tử, Mục Tông chư tử, Thần Tông chư tử, Quang Tông chư tử, Hy Tông chư tử, Trang Liệt Đế chư tử |
| quyển 121 | liệt truyện đệ 9   | Công chúa |
| quyển 122 | liệt truyện đệ 10  | Quách Tử Hưng, Hàn Lâm Nhi |
| quyển 123 | liệt truyện đệ 11  | Trần Hữu Lượng, Trương Sĩ Thành, Phương Quốc Trân, Minh Ngọc Trân |
| quyển 124 | liệt truyện đệ 12  | Khoách Khuếch Thiếp Mộc Nhi, Trần Hữu Định, Bả Táp Lạt Ngõa Nhĩ Mật (Basalawarmi) |
| quyển 125 | liệt truyện đệ 13  | Từ Đạt, Thường Ngộ Xuân |
| quyển 126 | liệt truyện đệ 14  | Lý Văn Trung, Đặng Dũ, Thang Hòa, Mộc Anh |
| quyển 127 | liệt truyện đệ 15  | Lý Thiện Trường, Uông Quảng Dương |
| quyển 128 | liệt truyện đệ 16  | Lưu Cơ, Tống Liêm, Diệp Sâm, Chương Dật |
| quyển 129 | liệt truyện đệ 17  | Phùng Thắng, Phó Hữu Đức,Liêu Vĩnh Trung, Dương Cảnh, Hồ Mỹ |
| quyển 130 | liệt truyện đệ 18  | Ngô Lương, Khang Mậu Tài, Đinh Đức Hưng, Cảnh Bỉnh Văn, Quách Anh, Hoa Vân Long, Hàn Chính, Cừu Thành, Trương Long, Ngô Phục, Hồ Hải, Trương Hách, Hoa Cao, Trương Thuyên, Hà Chân |
| quyển 131 | liệt truyện đệ 19  | Cố Thì, Ngô Trinh, Tiết Hiển, Quách Hưng, Trần Đức, Vương Chí, Mai Tư Tổ, Kim Triêu Hưng, Đường Thắng Tông, Lục Trọng Hanh, Phí Tụ, Lục Tụ, Trịnh Ngộ Xuân, Hoàng Bân, Diệp Thăng |
| quyển 132 | liệt truyện đệ 20  | Chu Lượng Tổ, Chu Đức Hưng, Vương Bật, Lam Ngọc, Tạ Thành, Lý Tân |
| quyển 133 | liệt truyện đệ 21  | Liêu Vĩnh An, Du Thông Hải, Hồ Đại Hải, Cảnh Tái Thành, Trương Đức Thắng, Triệu Đức Thắng, Tang Thế Kiệt, Mao Thành, Hồ Thâm, Tôn Hưng Tổ, Tào Lưng Thần, Bộc Anh |
| quyển 134 | liệt truyện đệ 22  | Hà Văn Huy, Diệp Vượng, Mã Vân, Mậu Đại Hanh, Thái Thiên, Vương Minh, Ninh Chính, Kim Hưng Vượng, Hoa Mậu, Đinh Ngọc, Quách Vân |
| quyển 135 | liệt truyện đệ 23  | Trần Ngộ, Diệp Đoái, Phạm Thường, Tống Tư Nhan, Quách Cảnh Tường, Dương Nguyên Cảo, Nguyễn Hoằng Đạo, Khổng Khắc Nhân |
| quyển 136 | liệt truyện đệ 24  | Đào An, Chiêm Đồng, Chu Thăng, Thôi Lượng, Đào Khải, Tăng Lỗ, Nhâm Ngang, Lý Nguyên Danh, Nhạc Thiều Phượng |
| quyển 137 | liệt truyện đệ 25  | Lưu Tam Ngô, An Nhiên, Ngô Bá Tông, Ngô Trầm, Quế Ngạn Lương, Tổng Nột, Triệu Thục, Lý Thúc Chính, Lưu Tung, La Phục Nhân, La Nhữ Kính |
| quyển 138 | liệt truyện đệ 26  | Trần Tu, Dương Tư Nghĩa, Chu Trinh, Dương Tĩnh, Đan An Nhân, Tiết Tường, Đường Đạc, Khai Tể |
| quyển 139 | liệt truyện đệ 27  | Tiền Đường, Hàn Nghi Khả, Tiêu Kỳ, Phùng Kiên, Như Thái Tố, Lý Sĩ Lỗ, Diệp Bá Cự, Trương Sĩ Lợi, Chu Kính Tâm, Vương Phác, Trương Hành |
| quyển 140 | liệt truyện đệ 28  | Ngụy Quan, Đào Hậu Trọng, Lưu Sĩ Hoan, Vương Tông Hiển, Lã Văn Toại, Vương Quan, Đạo Đồng, Lư Hy, Thanh Văn Thắng |
| quyển 141 | liệt truyện đệ 29  | Tề Thái, Hoàng Tử Trừng, Phương Hiếu Nhụ, Luyện Tử Ninh, Mao Đại Phương, Trác Kính, Trần Địch, Cảnh Thanh, Liên Doanh, Hồ Nhuận, Vương Độ |
| quyển 142 | liệt truyện đệ 30  | Thiết Huyễn, Bạo Chiêu, Trần Tính Thiện, Trương Bính, Tạ Quý, Bành Nhị, Tống Trung, Mã Tuyên, Cù Năng, Trương Luân, Nhan Bá Vĩ, Vương Tỉnh, Diêu Thiện, Trần Ngạn Hồi |
| quyển 143 | liệt truyện đệ 31  | Vương Cấn, Liệu Thăng, Chu Thị Tu, Trình Bản Lập, Hoàng Quan, Vương Thúc Anh, Hoàng Việt, Vương Thúc, Trần Tư Hiền, Trình Thông, Hoàng Hy Phạm, Cao Nguy, Cao Hiền Ninh, Vương Tấn, Chu Tấn, Ngưu Cảnh Tiên |
| quyển 144 | liệt truyện đệ 32  | Thịnh Dung, Bình An, Hà Phúc, Cố Thành |
| quyển 145 | liệt truyện đệ 33  | Diêu Quảng Hiếu, Trương Ngọc, Chu Năng, Khâu Phúc, Đàm Uyên, Vương Chân, Trần Hanh |
| quyển 146 | liệt truyện đệ 34  | Trương Vũ, Trần Khuê, Mạnh Thiện, Trịnh Hanh, Từ Trung, Quách Lượng, Triệu Di, Trương Tín, Từ Tường, Lý Tuấn, Tôn Nham, Trần Húc, Trần Hiền, Trương Hưng, Trần Chí, Vương Hữu |
| quyển 147 | liệt truyện đệ 35  | Giải Tấn, Hoàng Hoài, Hồ Quảng, Kim Ấu Tư, Hồ Nghiễm |
| quyển 148 | liệt truyện đệ 36  | Dương Sĩ Kỳ, Dương Vinh, Dương Phổ |
| quyển 149 | liệt truyện đệ 37  | Kiến Nghĩa, Hạ Nguyên Cát |
| quyển 150 | liệt truyện đệ 38  | Úc Tân, Triệu Hồng, Kim Trung, Lý Khánh, Sư Quỳ, Giả Phác, Trần Thọ, Lưu Quý Trì, Lưu Thìn, Dương Chỉ, Ngu Khiêm, Lã Thăng, Thang Tông |
| quyển 151 | liệt truyện đệ 39  | Như Thường, Nghiêm Chấn Trực, Trương Đảm, Vương Độn, Trịnh Tứ, Quách Tư, Lã Chấn, Lý Chí Cương, Phương Tân, Ngô Trung, Lưu Quan |
| quyển 152 | liệt truyện đệ 40  | Đổng Luân, Nghi Trí, Trâu Tể, Chu Thuật, Trần Tể, Vương Anh, Tiền Tập Lễ, Chu Tự, Kha Tiềm, Khổng Công Tuân |
| quyển 153 | liệt truyện đệ 41  | Tống Lễ, Trần Tuyên, Chu Thầm |
| quyển 154 | liệt truyện đệ 42  | Trương Phụ, Hoàng Phúc, Lưu Tuấn, Lã Nghị, Trần Hiệp, Lý Bân, Liễu Thăng, Lương Minh, Vương Thông |
| quyển 155 | liệt truyện đệ 43  | Tống Thịnh, Tiết Lộc, Lưu Vinh, Chu Vinh, Phí Hoàn, Đàm Quảng, Trần Hoài, Tưởng Quý, Nhâm Lễ, Triệu An, Triệu Phụ, Lưu Tụ |
| quyển 156 | liệt truyện đệ 44  | Ngô Doãn Thành, Tiết Bân, Ngô Thành, Kim Trung, Lý Anh, Mao Thắng, Tiêu Lễ, Mao Trung, Hòa Dũng, La Bỉnh Trung |
| quyển 157 | liệt truyện đệ 45  | Kim Thuần, Trương Bản, Quách Đôn, Quách Tấn, Trịnh Thìn, Sài Xa, Lưu Trung Phu, Trương Phượng, Chu Tuyên, Dương Đỉnh, Hoàng Hạo, Hồ Củng Thìn, Trần Tuấn, Lâm Ngạc, Phan Vinh, Hạ Thì Chính |
| quyển 158 | liệt truyện đệ 46  | Hoàng Tông Tái, Cố Tá, Đoàn Dân, Chương Xưởng, Ngô Nột, Ngụy Ký, Lỗ Mục, Cảnh Cửu Trù, Hiên Nghê, Hoàng Khổng Chiêu |
| quyển 159 | liệt truyện đệ 47  | Hùng Khái, Trần Dật, Lý Nghi, Trần Thái, Lý Đường, Giả Thuyên, Vương Vũ, Thôi Cung, Lưu Tư, Lý Khản, Nguyên Kiệt, Bành Nghị, Mưu Bổng, Hạ Huân, Cao Minh, Dương Kế Tông |
| quyển 160 | liệt truyện đệ 48  | Vương Chương, Ngụy Nguyên, Kim Liêm, Thạch Phác, La Thông, La Khởi, Trương Tuyên, Trương Bằng, Lý Dụ |
| quyển 161 | liệt truyện đệ 49  | Chu Tân, Lý Xương Kỳ, Trần Sĩ Khải, Ứng Lý Bình, Lâm Thạc, Huống Chung, Trần Bản Thâm, Bành Úc, Hạ Thì, Hoàng Nhuận Ngọc, Dương Toản, Lưu Thật, Trần Tuyển, Hạ Dần, Trần Tráng, Trương Bính, Tống Đoan Nghi |
| quyển 162 | liệt truyện đệ 50  | Doãn Xương Long, Cảnh Thông, Đái Luân, Trần Lộ, Lưu Cầu, Trần Giám, Chung Đồng, Chương Luân, Liệu Trang, Nghê Kính, Dương Tuyên |
| quyển 163 | liệt truyện đệ 51  | Lý Thì Miễn, Trần Kính Tông, Lưu Huyễn, Hình Nhượng, Lâm Hãn, Tạ Đạc, Lỗ Đạc |
| quyển 164 | liệt truyện đệ 52  | Trâu Tập, Dặc Khiêm, Hoàng Trạch, Phạm Tể, Liêu Nhượng, Tả Đỉnh, Tào Khải, Lưu Vĩ, Đan Vũ, Trương Chiêu, Cao Dao |
| quyển 165 | liệt truyện đệ 53  | Đào Thành, Trần Mẫn, Đinh Tuyên, Vương Đắc Nhân, Diệp Trinh, Ngũ Ký, Mao Cát, Lâm Cẩm, Quách Tự, Khương Ngang |
| quyển 166 | liệt truyện đệ 54  | Hàn Quan, Sơn Vân, Tiêu Thụ, Phương Anh, Lý Chấn (tướng lĩnh nhà Minh, Vương Tín, Bành Luân, Âu Bàn, Trương Hựu |
| quyển 167 | liệt truyện đệ 55  | Tào Nãi, Quãng Dã, Vương Tá, Tôn Tường, Viên Bân |
| quyển 168 | liệt truyện đệ 56  | Trần Tuần, Vương Văn, Giang Uyên, Hứa Bân, Trần Văn, Vạn An, Lưu Hử, Lưu Cát, Doãn Trực |
| quyển 169 | liệt truyện đệ 57  | Cao Cốc, Hồ Huỳnh, Vương Trực |
| quyển 170 | liệt truyện đệ 58  | Vu Khiêm |
| quyển 171 | liệt truyện đệ 59  | Vương Ký, Từ Hữu Trinh, Dương Thiện, Vương Việt |
| quyển 172 | liệt truyện đệ 60  | La Hanh Tín, Hầu Tấn, Dưng Ninh, Vương Lai, Tôn Nguyên Trinh, Chu Giám, Dương Tín Dân, Trương Ký, Mã Cẩn, Trình Tín, Bạch Khuê, Trương Toản, Khổng Dung, Đặng Đình Toản, Vương Thức, Lưu Bính |
| quyển 173 | liệt truyện đệ 61  | Dương Hồng, Thạch Hanh, Quách Đăng, Chu Khiêm, Tôn Thang, Phạm Quảng |
| quyển 174 | liệt truyện đệ 62  | Sử Chiêu, Vu Khải, Hứa Quý, Chu Hiền, Âu Tín, Vương Tỉ, Lỗ Giám, Lưu Ninh, Bành Thanh, Khương Hán, An Quốc, Hàng Hùng |
| quyển 175 | liệt truyện đệ 63  | Vệ Thanh, Đổng Hưng, Hà Hồng, Lưu Ngọc, Cừu Việt, Thần Anh, Tào Hùng, Phùng Trinh, Trương Tuấn, Dương Duệ |
| quyển 176 | liệt truyện đệ 64  | Lưu Hiền, Lã Nguyên, Nhạc Chính, Bành Thì, Thương Lộ, Lưu Định Chi |
| quyển 177 | liệt truyện đệ 65  | Vương Cao, Niên Phú, Vương Hồng, Lý Bỉnh, Diêu Quỳ, Vương Phục, Lâm Thông, Diệp Thịnh |
| quyển 178 | liệt truyện đệ 66  | Hạng Trung, Hàn Ung, Dư Tử Tuấn, Chu Anh, Tần Hoành |
| quyển 179 | liệt truyện đệ 67  | La Luân, Chương Mậu, Hoàng Trọng Chiêu, Trang Sưởng, Trâu Trí, Thư Phân |
| quyển 180 | liệt truyện đệ 68  | Trương Ninh, Vương Huy, Mao Hoằng, Khâu Hoằng, Lý Sâm, Ngụy Nguyên, Cường Trân, Vương Thụy, Lý Tuấn, Uông Khuê, Thang Nãi, Khương Oản, Khương Hồng, Tào Lân, Bành Trình, Bàng Phán, Lã Hiến, Diệp Thân, Hồ Hiến, Trương Hoằng Chí, Khuất Thân, Vương Hiến Thần |
| quyển 181 | liệt truyện đệ 69  | Từ Phổ, Khâu Tuấn, Lưu Kiện, Tạ Thiên, Lý Đông Dương, Vương Ngao, Lưu Trung |
| quyển 182 | liệt truyện đệ 70  | Vương Thứ, Mã Văn Thăng, Lưu Đại Hạ |
| quyển 183 | liệt truyện đệ 71  | Hà Kiều Tân, Bành Thiều, Chu Kinh, Cảnh Dụ, Nghê Nhạc, Mẫn Khuê, Đái Sơn |
| quyển 184 | liệt truyện đệ 72  | Chu Hồng Mô, Dương Thủ Trần, Trương Nguyên Trinh, Phó Hãn, Trương Thăng, Ngô Khoan, Phó Khuê, Lưu Xuân, Ngô Nghiễm, Cố Thanh, Lưu Thụy |
| quyển 185 | liệt truyện đệ 73  | Lý Mẫn, Giả Tuấn, Hoàng Phất, Trương Duyệt, Tự Chung, Tăng Giám, Lương Cảnh, Từ Khác, Lý Giới, Hoàng Kha, Vương Hồng Nho, Tùng Lan, Ngô Thế Trung |
| quyển 186 | liệt truyện đệ 74  | Hàn Văn, Trương Phu Hoa, Dương Thủ Tùy, Hứa Tiến, Ung Thái, Trần Thọ, Phàn Oánh, Hùng Tú, Phan Phiền, Hồ Phú, Trương Thái, Trương Nãi, Vương Cảnh, Chu Khâm |
| quyển 187 | liệt truyện đệ 75  | Hà Giám, Mã Trung Tích, Lục Hoàn, Hồng Chung, Trần Kim, Du Gián, Chu Nam, Mã Hạo |
| quyển 188 | liệt truyện đệ 76  | Lưu Chỉ, Lã Chưng, Triệu Hựu, Đái Tiển, Lục Côn, Tưởng Khâm, Chu Tỉ, Thang Lễ Kính, Hứa Thiên Tích, Từ Văn Phổ, Trương Sĩ Long, Trương Văn Minh, Phạm Lộ, Trương Khâm, Chu Quảng, Thạch Thiên Trụ |
| quyển 189 | liệt truyện đệ 77  | Lý Văn Tường, Tôn Bàn, Hồ Quán, La Kiều, Diệp Chiêu, Đái Quan, Hoàng Củng, Lục Chấn, Hạ Lương Thắng, Hà Tuân |
| quyển 190 | liệt truyện đệ 78  | Dương Đình Hòa, Lương Trữ, Tưởng Miện, Mao Kỉ, Thạch Bảo |
| quyển 191 | liệt truyện đệ 79  | Mao Trừng, Uông Tuấn, Ngô Nhất Bằng, Chu Hy Chu, Hà Mạnh Xuân, Phong Hy, Từ Văn Hoa, Tiết Huệ |
| quyển 192 | liệt truyện đệ 80  | Dương Thận, Vương Tư, Trương Trưng, Lưu Tể, An Bàn, Trương Hán Khanh, Trương Nguyên, Mao Ngọc, Vương Thì Kha, Trịnh Bản Công, Trương Viết Thao, Dương Hoài, Trương Cán, Quách Nam |
| quyển 193 | liệt truyện đệ 81  | Phí Hoành, Trạch Loan, Lý Thì, Cố Đỉnh Thần, Nghiêm Nột, Lý Xuân Phương, Trần Dĩ Cần, Triệu Trinh Cát, Cao Nghi |
| quyển 194 | liệt truyện đệ 82  | Kiều Vũ, Tôn Giao, Lâm Tuấn, Kim Hiến Dân, Tần Kim, Triệu Hoàng, Trâu Văn Thịnh, Lương Tài, Lưu Lân, Tương Dao, Vương Đình Tương |
| quyển 195 | liệt truyện đệ 83  | Vương Dương Minh |
| quyển 196 | liệt truyện đệ 84  | Trương Thông, Quế Ngạc, Phương Hiến Phu, Hạ Ngôn |
| quyển 197 | liệt truyện đệ 85  | Tịch Thư, Hoắc Thao, Hùng Tiếp, Hoàng Tông Minh, Hoàng Oản |
| quyển 198 | liệt truyện đệ 86  | Dương Nhất Thanh, Vương Quỳnh, Bành Trạch, Mao Bá Ôn, Ông Vạn Đạt |
| quyển 199 | liệt truyện đệ 87  | Lý Việt, Vương Hiến, Hồ Thế Ninh, Lý Thừa Huân, Vương Dĩ Kỳ, Phạm Thông, Vương Bang Thụy, Trịnh Hiểu |
| quyển 200 | liệt truyện đệ 88  | Diêu Trương, Trương Đỉnh, Ngũ Văn Định, Thái Thiên Hựu, Chiêm Vinh, Lưu Thiên Hòa, Dương Thủ Lễ, Trương Nhạc, Quách Tông Cao, Triệu Thì Xuân |
| quyển 201 | liệt truyện đệ 89  | Đào Diễm, Vương Chẩn, Lý Sung Tự, Ngô Đình Cử, Phương Lương Vĩnh, Vương Hoảng, Vương Nguyệt, Từ Vấn, Trương Bang Kì, Hàn Bang Kì, Chu Kim, Ngô Nhạc |
| quyển 202 | liệt truyện đệ 90  | Liêu Kỷ, Vương Thì Trung, Chu Kì Ung, Đường Long, Vương Cảo, Chu Dụng, Văn Uyên, Lưu Nhẫn, Tôn Ứng Khuê, Niếp Báo, Lý Mặc, Chu Diên, Giả Ứng Xuân, Trương Vĩnh Minh, Hồ Tùng, Triệu Bỉnh Nhiên |
| quyển 203 | liệt truyện đệ 91  | Trịnh Nhạc, Lưu Ngọc, Uông Nguyên Tích, Khấu Thiên Tự, Đường Trụ, Phan Trân, Lý Trung, Âu Dương Đạc, Đào Hài, Phan Huân, Lã Kinh, Âu Dương Trọng, Chu Thường, Trần Sát, Tôn Mậu, Vương Nghi, Tăng Quân |
| quyển 204 | liệt truyện đệ 92  | Trần Cửu Trù, Trạch Bằng, Tôn Kế Lỗ, Tăng Tiển, Đinh Nhữ Quỳ, Dương Thủ Khiêm, Thương Đại Tiết, Vương Dư, Dương Tuyển |
| quyển 205 | liệt truyện đệ 93  | Chu Hoàn, Trương Kinh, Hồ Tông Hiến, Tào Bang Phụ, Lý Toại, Đường Thuận Chi |
| quyển 206 | liệt truyện đệ 94  | Mã Lục, Trình Khải Sung, Trương Quỳ, Trịnh Nhất Bằng, Đường Xu, Đỗ Loan, Diệp Ứng Thông, Giải Nhất Quý, Lục Xán, Thiệu Kinh Bang, Lưu Thế Dương, Ngụy Lương Bật |
| quyển 207 | liệt truyện đệ 95  | Đặng Kế Tăng, Chu Chiết, Dương Ngôn, Lưu An, Tiết Khản, Dương Danh, Quách Hoằng Hóa, Lưu Thế Long, Trương Tuyển, Bao Tiết, Vương Dữ Linh, Dương Tư Trung |
| quyển 208 | liệt truyện đệ 96  | Trương Cần, Uông Ứng Chẩn, Tiêu Minh Phượng, Tề Chi Loan, Viên Tông Nho, Hứa Tương Khanh, Cố Tể, Chương Kiều, Dư Sơn, Vi Thương Thần, Lê Quán, Bành Nhữ Thật, Trịnh Tự Bích, Thích Hiền, Lưu Hội, Tiền Vi, Hồng Viên, Chu Tư Kiêm, Nhan Kình |
| quyển 209 | liệt truyện đệ 97  | Dương Tối, Phùng Ân, Dương Tước, Chu Di, Lưu Khôi, Thẩm Thúc, Thẩm Luyện, Dương Kế Thịnh, Dương Doãn Thằng |
| quyển 210 | liệt truyện đệ 98  | Tang Kiều, Tạ Du, Hà Duy Bá, Từ Học Thi, Lệ Nhữ Tiến, Vương Tông Mậu, Chu Miện, Triệu Cẩm, Ngô Thì Lai, Trương Trưng, Đổng Truyền Sách, Trâu Ứng Long, Lâm Nhuận |
| quyển 211 | liệt truyện đệ 99  | Mã Vĩnh, Lương Chấn, Vương Hiệu, Chu Thượng Văn, Mã Phương, Hà Khanh, Thẩm Hi Nghi, Thạch Bang Hiến |
| quyển 212 | liệt truyện đệ 100 | Du Đại Du, Thích Kế Quang, Lưu Hiển, Lý Tích, Trương Nguyên Huân |
| quyển 213 | liệt truyện đệ 101 | Từ Giai, Cao Củng, Trương Cư Chính |
| quyển 214 | liệt truyện đệ 102 | Dương Bác, Mã Sâm, Lưu Thể Can, Vương Đình, Cát Thủ Lễ, Cận Học Nhan |
| quyển 215 | liệt truyện đệ 103 | Vương Trị, Âu Dương Nhất Kính, Chu Hoằng Tổ, Chiêm Ngưỡng Tí, Lạc Vấn Lễ, Trịnh Lý Thuần, Trần Ngô Đức, Uông Văn Huy, Lưu Phấn Dung |
| quyển 216 | liệt truyện đệ 104 | Ngô Sơn, Lục Thụ Thanh, Cù Cảnh Thuần, Điền Nhất Tuần, Hoàng Phụng Tường, Dư Kế Đăng, Phùng Kỳ, Vương Đồ, Ông Chính Xuân, Lưu Ứng Thu, Đường Văn Hiến, Lý Đằng Phương, Thái Nghị Trung, Công Nãi, La Dụ Nghĩa, Diêu Hy Mạnh, Hứa Sĩ Nhu, Cố Tích Trù |
| quyển 217 | liệt truyện đệ 105 | Vương Gia Bình, Trần Vu Bệ, Thẩm Lý, Vu Thận Hành, Lý Đình Cơ, Ngô Đạo Nam |
| quyển 218 | liệt truyện đệ 106 | Thân Thì Hành, Vương Tích Tước, Thẩm Nhất Quán, Phương Tùng Triết, Thẩm Khác |
| quyển 219 | liệt truyện đệ 107 | Trương Tứ Duy, Mã Tự Cường, Hứa Quốc, Triệu Chí Cao, Trương Vị, Chu Canh |
| quyển 220 | liệt truyện đệ 108 | Vạn Sĩ Hòa, Vương Chi Cáo, Ngô Bá Bằng, Lưu Ứng Tiết, Vương Lân, Tất Thương, Thư Hóa, Lý Thế Đạt, Tăng Đồng Hanh, Tân Tự Tu, Ôn Thuần, Triệu Thế Khanh, Lý Nhữ Hoa |
| quyển 221 | liệt truyện đệ 109 | Viên Hồng Dũ, Vương Đình Chiêm, Quách Ứng Sính, Cảnh Định Hướng, Vương Tiều, Ngụy Thì Lượng, Hác Kiệt, Triệu Tham Lỗ, Trương Mạnh Nam, Lý Trinh, Đinh Tân |
| quyển 222 | liệt truyện đệ 110 | Đàm Luân, Vương Sùng Cổ, Phương Phùng Thì, Ngô Đoái, Trịnh Lạc, Trương Học Nhan, Trương Giai Dận, Ân Chính Mậu, Lăng Vân Dực |
| quyển 223 | liệt truyện đệ 111 | Thịnh Ứng Kỳ, Chu Hành, Phan Quý Tuần, Vạn Cung, Ngô Quế Phương, Vương Tông Mộc, Lưu Đông Tinh, Từ Trinh Minh |
| quyển 224 | liệt truyện đệ 112 | Nghiêm Thanh, Tống Huân, Lục Quang Tổ, Tôn Lông, Trần Hữu Niên, Tôn Phi Dương, Thái Quốc Trân, Dương Thì Kiều |
| quyển 225 | liệt truyện đệ 113 | Trương Hãn, Vương Quốc Quang, Lương Mộng Long, Dương Nguy, Lý Đái, Triệu Hoán, Trịnh Kế Chi |
| quyển 226 | liệt truyện đệ 114 | Hải Thụy, Khâu Thuấn, Lã Không, Quách Chính Vực |
| quyển 227 | liệt truyện đệ 115 | Bàng Thượng Bằng, Tống Nghi Vọng, Trương Nhạc, Lý Tài, Lục Thụ Đức, Tiêu Lẫm, Giả Tam Cận, Lý Di, Chu Hồng Mô, Tiêu Ngạn, Tôn Duy Thành, Tạ Kiệt, Quách Duy Hiền, Vạn Tượng Xuân, Chung Hóa Dân, Ngô Đạt Khả |
| quyển 228 | liệt truyện đệ 116 | Ngụy Học Tăng, Lý Hóa Long |
| quyển 229 | liệt truyện đệ 117 | Lưu Đài, Phó Ứng Trinh, Vương Dụng Cấp, Ngô Trung Hành, Triệu Dụng Hiền, Ngải Mục, Thẩm Tư Hiếu |
| quyển 230 | liệt truyện đệ 118 | Thái Thì Đỉnh, Vạn Quốc Khâm, Nhiêu Thân, Thang Hiển Tổ, Lục Trung Lập, Dương Tuân, Khương Sĩ Xương, Mã Mạnh Trinh, Uông Nhược Lâm |
| quyển 231 | liệt truyện đệ 119 | Cố Hiến Thành, Cố Doãn Thành, Tiền Nhất Bản, Vu Khổng Kiêm, Sử Mạnh Lân, Tiết Phu Giáo, An Hy Phạm, Lưu Nguyên Trân, Diệp Mậu Tài |
| quyển 232 | liệt truyện đệ 120 | Ngụy Doãn Trinh, Vương Quốc, Dư Mậu Hành, Lý Tam Tài |
| quyển 233 | liệt truyện đệ 121 | Khương Ứng Lân, Trần Đăng Vân, La Đại Hoành, Lý Hiến Khả, Mạnh Dưỡng Hạo, Chu Duy Kinh, Vương Như Kiên, Vương Học Tăng, Trương Trinh Quan, Phàn Ngọc Hành, Tạ Đình Tán, Dương Thiên Dân, Hà Tuyển |
| quyển 234 | liệt truyện đệ 122 | Lư Hồng Xuân, Lý Mậu Cối, Lý Nghi, Lạc Vu Nhân, Mã Kinh Luân, Lưu Cương, Đái Sĩ Hành, Tào Học Trình, Ông Hiến Tường, Từ Đại Tương |
| quyển 235 | liệt truyện đệ 123 | Vương Nhữ Huấn, Dư Mậu Học, Trương Dưỡng Mông, Mạnh Nhất Mạch, Hà Sĩ Tấn, Vương Đức Hoàn, Tưởng Doãn Nghi, Trâu Duy Liễn |
| quyển 236 | liệt truyện đệ 124 | Lý Thực, Giang Đông Chi, Thang Triệu Kinh, Kim Sĩ Hành, Vương Nguyên Hàn, Tôn Chấn Cơ, Đinh Nguyên Tiến, Lý Phác, Hạ Gia Ngộ |
| quyển 237 | liệt truyện đệ 125 | Phó Hảo Lễ, Khương Chí Lễ, Bao Kiến Tiệp, Điền Đại Ích, Phùng Ứng Kinh, Ngô Tông Nghiêu, Ngô Bảo Tú, Hoa Ngọc |
| quyển 238 | liệt truyện đệ 126 | Lý Thành Lương, Ma Quý |
| quyển 239 | liệt truyện đệ 127 | Trương Thần, Đổng Nhất Nguyên, Đỗ Đồng, Tiêu Như Huân, Đạt Vân, Quan Bỉnh Trung, Sài Quốc Trụ, Lý Hoài Tín |
| quyển 240 | liệt truyện đệ 128 | Diệp Hướng Cao, Lưu Nhất Chủ, Hàn Hoảng, Chu Quốc Tộ, Hà Tông Ngạn, Tôn Như Du |
| quyển 241 | liệt truyện đệ 129 | Chu Gia Mô, Trương Vấn Đạt, Uông Ứng Giao, Vương Kỷ, Tôn Vĩ, Chung Vũ Chính, Trần Đạo Hanh |
| quyển 242 | liệt truyện đệ 130 | Trần Bang Chiêm, Tất Mậu Khang, Tiêu Cận Cao, Bạch Du, Trình Thiệu, Trạch Phượng Trưng, Hồng Văn Hành, Trần Bá Hữu, Đổng Ứng Cử, Lâm Tài, Chu Ngô Bật, Trương Quang Tiền |
| quyển 243 | liệt truyện đệ 131 | Triệu Nam Tinh, Trâu Nguyên Tiêu, Tôn Thận Hành, Cao Phàn Long, Phùng Tùng Ngô |
| quyển 244 | liệt truyện đệ 132 | Dương Liên, Tả Quang Đẩu, Ngụy Đại Trung, Chu Triêu Thụy, Viên Hóa Trung, Cố Đại Chương, Vương Chi Thái |
| quyển 245 | liệt truyện đệ 133 | Chu Khởi Nguyên, Mậu Xương Kỳ, Chu Thuận Xương, Chu Tông Kiến, Hoàng Tôn Tố, Lý Ứng Thăng, Vạn Chủ |
| quyển 246 | liệt truyện đệ 134 | Mã Triêu Tiến, Giang Bỉnh Khiêm, Hầu Chấn Dương, Vương Doãn Thành |
| quyển 247 | liệt truyện đệ 135 | Lưu Đinh, Lý Ứng Tường, Trần Lân, Đặng Tử Long, Mã Khổng Anh |
| quyển 248 | liệt truyện đệ 136 | Mai Chi Hoán, Lưu Sách, Lý Nhược Tinh, Cảnh Như Kỷ, Nhan Kế Tổ, Lý Kế Trinh, Phương Chấn Nhụ, Từ Tùng Trị |
| quyển 249 | liệt truyện đệ 137 | Chu Tiếp Nguyên, Lý Vân, Vương Tam Thiện, Thái Phục Nhất |
| quyển 250 | liệt truyện đệ 138 | Tông Thứa Tông |
| quyển 251 | liệt truyện đệ 139 | Lý Tiêu, Lưu Hồng Huấn, Tiền Long Tích, Thành Cơ Mệnh, Hà Như Sủng, Từ Quang Khải, Văn Chấn Mạnh, Tưởng Đức Cảnh, Phương Nhạc Cống |
| quyển 252 | liệt truyện đệ 140 | Dương Tự Xương, Ngô Sân |
| quyển 253 | liệt truyện đệ 141 | Vương Ứng Hùng, Trương Chí Phát, Tiết Quốc Quan, Trình Quốc Tường, Trần Diễn, Ngụy Tào Đức |
| quyển 254 | liệt truyện đệ 142 | Kiều Doãn Thăng, Tào Vu Biện, Tôn Cư Tương, Tào Quang, Trần Vu Đình, Trịnh Tam Tuấn, Lý Nhật Tuyên, Trương Vĩ |
| quyển 255 | liệt truyện đệ 143 | Lưu Tông Chu, Hoàng Đạo Chu |
| quyển 256 | liệt truyện đệ 144 | Thôi Cảnh Vinh, Hoàng Khắc Toản, Tất Tự Nghiêm, Lý Trường Canh, Lưu Chi Phượng |
| quyển 257 | liệt truyện đệ 145 | Trương Hạc Minh, Đổng Hán Nho, Triệu Ngạn, Vương Hiệp, Lương Đình Đống, Hùng Minh Ngộ, Trương Phượng Dực, Trần Tân Giáp, Phùng Nguyên Tiêu |
| quyển 258 | liệt truyện đệ 146 | Hứa Dự Khanh, Hoa Doãn Thành, Ngụy Trình Nhuận, Mao Vũ Kiện, Ngô Chấp Ngự, Chương Chính Thần, Hoàng Thiệu Kiệt, Phó Triêu Hựu, Khương Thái, Hùng Khai Nguyên, Chiêm Nhĩ Tuyển, Thang Khai Viễn, Thành Dũng, Trần Long Chính |
| quyển 259 | liệt truyện đệ 147 | Dương Hạo, Viên Ứng Thái, Hùng Đình Bật, Viên Sùng Hoán, Triệu Quang Biện |
| quyển 260 | liệt truyện đệ 148 | Dương Hạc, Trần Kỳ Du, Hùng Văn Xán, Luyện Quốc Sự, Đinh Khải Duệ, Trịnh Sùng Kiệm, Thiệu Tiệp Xuân, Dư Ứng Quế, Cao Đẩu Xu, Trương Nhâm Học |
| quyển 261 | liệt truyện đệ 149 | Lư Tượng Thăng, Lưu Chi Luân, Khâu Dân Ngưỡng |
| quyển 262 | liệt truyện đệ 150 | Phó Tông Long, Uông Kiều Niên, Dương Văn Nhạc, Tôn Truyền Đình |
| quyển 263 | liệt truyện đệ 151 | Tống Nhất Hạc, Phùng Sư Khổng, Lâm Nhật Thụy, Thái Mậu Đức, Vệ Cảnh Viện, Chu Chi Phùng, Trần Sĩ Kỳ, Long Văn Quang, Lưu Giai Dẫn, Lưu Chi Bột |
| quyển 264 | liệt truyện đệ 152 | Hạ Phùng Thánh, Nam Cư Ích, Chu Sĩ Phác, Lã Duy Kỳ, Vương Gia Trinh, Tiêu Nguyên Phổ, Lý Mộng Thìn, Tống Sư Tương, Ma Hy, Vương Đạo Thuần, Điền Thì Chấn |
| quyển 265 | liệt truyện đệ 153 | Phạm Cảnh Văn, Nghê Nguyên Lộ, Lý Bang Hoa, Vương Gia Ngạn, Mạnh Triệu Tường, Thi Bang Diệu, Lăng Nghĩa Cừ |
| quyển 266 | liệt truyện đệ 154 | Mã Thế Kỳ, Ngô Lân Trưng, Chu Phượng Tường, Lưu Lý Thuận, Uông Vĩ, Ngô Cam Lai, Vương Chương, Trần Lương Mô, Trần Thuần Đức, Thân Giai Dận, Thành Đức, Hứa Trực, Kim Huyễn |
| quyển 267 | liệt truyện đệ 155 | Mã Tùng Sinh, Trương Bá Kình, Tống Mai, Phạm Thục Thái, Cao Danh Hành, Từ Khiên, Lộc Thiện Kế |
| quyển 268 | liệt truyện đệ 156 | Tào Văn Chiếu, Chu Ngộ Cát, Hoàng Đắc Công |
| quyển 269 | liệt truyện đệ 157 | Ngải Vạn Niên, Lý Ti, Thang Cửu Châu, Trần Vu Vương, Hầu Lương Trụ, Trương Lệnh, Mãnh Như Hổ, Hổ Đại Uy, Tôn Ứng Nguyên, Khương Danh Vũ, Vưu Thế Uy, Hầu Thế Lộc, Lưu Quốc Năng |
| quyển 270 | liệt truyện đệ 158 | Mã Thế Long, Hạ Hổ Thần, Thẩm Hữu Dong, Trương Khả Đại, Lỗ Khâm, Tần Lương Ngọc, Long Tại Điền |
| quyển 271 | liệt truyện đệ 159 | Hạ Thế Hiền, Đồng Trọng Quỹ, La Nhất Quán, Mãn Quế, Triệu Suất Giáo, Quan Duy Hiền, Hà Khả Cương, Hoàng Long, Kim Nhật Quan |
| quyển 272 | liệt truyện đệ 160 | Kim Quốc Phượng, Tào Biến Giao, Lưu Triệu Cơ |
| quyển 273 | liệt truyện đệ 161 | Tả Lương Ngọc, Cao Kiệt, Tổ Khoan |
| quyển 274 | liệt truyện đệ 162 | Sử Khả Pháp, Cao Hoằng Đồ, Khương Viết Quảng |
| quyển 275 | liệt truyện đệ 163 | Trương Thận Ngôn, Từ Thạch Kỳ, Giải Học Long, Ca Trác, Tả Mậu Đệ, Kỳ Bưu Giai |
| quyển 276 | liệt truyện đệ 164 | Chu Đại Điển, Trương Quốc Duy, Trương Khẳng Đường, Tăng Anh, Chu Kế Tộ, Dư Hoàng, Vương Thụy Chiên, Lộ Chấn Phi, Hà Giai, Hùng Nhữ Lâm, Tiền Túc Nhạc, Thẩm Thần Thuyên |
| quyển 277 | liệt truyện đệ 165 | Viên Kế Hàm, Kim Thanh, Khâu Tổ Đức, Thẩm Do Long, Trần Tử Long, Hầu Động Tăng, Dương Văn Thông, Trần Tiềm Phu, Thẩm Đình Dương, Lâm Nhữ Chứ, Trịnh Vi Hồng |
| quyển 278 | liệt truyện đệ 166 | Dương Đình Lân, Vạn Nguyên Cát, Quách Duy Kinh, Chiêm Triệu Hằng, Trần Thái Lai, Vương Dưỡng Chính, Tăng Hanh Ứng, Yết Trọng Hi, Trần Tử Tráng, Trương Gia Ngọc, Trần Bang Ngạn, Tô Quan Sinh |
| quyển 279 | liệt truyện đệ 167 | Lã Đại Khí, Văn An Chi, Phàn Nhất Hành, Ngô Bỉnh, Vương Tích Cổn, Đổ Dận Tích, Nghiêm Khởi Hằng, Chu Thiên Lân, Dương Úy Tri, Ngô Trinh Dục |
| quyển 280 | liệt truyện đệ 168 | Hà Đằng Giao, Cù Thức Tỉ |
| quyển 281 | liệt truyện đệ 169 | Tuần lại: Trần Quán, Phương Khắc Cần, Ngô Lý, Liệu Khâm, Cao Đẩu Nam, Dư Ngạn Thành, Sử Thành Tổ, Ngô Tường, Tạ Tử Tương, Hoàng Tín Trung, Hạ Thăng, Bối Bỉnh Di, Lưu Mạnh Ung, Vạn Quan, Diệp Tông Nhân, Vương Nguyên, Trạch Phổ Phúc, Lý Tín Khuê, Tôn Hạo, Trương Tông Liễn, Lý Ký, Vương Oánh, Lý Tương, Triệu Dự, Triệu Đăng, Tăng Tuyên, Phạm Trung, Chu Tể, Phạm Hi Chính, Lưu, Đoàn Kiên, Trần Cương, Đinh Tích, Điền Đạc, Đường Khản, Thang Thiệu Ân, Từ Cửu Tư, Bàng Tung, Trương Thuần, Trần Ấu Học |
| quyển 282 | liệt truyện đệ 170 | Nho lâm nhất: Phạm Tổ Can, Diệp Nghi, Tạ Ứng Phương, Uông Khắc Khoan, Lương Dần, Triệu Bàng, Trần Mô, Tiết Tuyên, Diêm Vũ Tích, Chu Huệ, Hồ Cư Nhân, Dư Hựu, Thái Thanh, Trần Sâm, Lâm Hi Nguyên, La Khâm Thuận, Tào Đoan, Ngô Dữ Bật, Hồ Cửu Thiều, Trần Chân Thịnh, Lã Nam, Lã Tiềm, Thiệu Bảo, Vương Vấn, Dương Liêm, Lưu Quan, Tôn Đỉnh, Lý Trung, Mã Lý, Ngụy Hiệu, Vương Ứng Điện, Vương Kính Thần, Chu Anh, Phan Phủ, Thôi Tiển, Hà Đường, Đường Bá Nguyên, Hoàng Thuần Diệu, Hoàng Uyên Diệu |
| quyển 283 | liệt truyện đệ 171 | Nho lâm nhị: Trần Hiến Chương, Lý Thừa Cơ, Trương Hủ, Lâu Lượng, Hạ Thượng Phác, Hạ Khâm, Trần Mậu Liệt, Trạm Nhược Thủy, Tưởng Tín, Trâu Thủ Ích, tử Trâu Thiện, Tiền Đức Hồng, Từ Ái, Vương Kì, Vương Cấn, Âu Dương Đức, La Hồng Tiên, Trình Văn Đức, Ngô Đễ, con trai Ngô Nhân Độ, Hà Đình Nhân, Lưu Bang Thải, Ngụy Lương Chính, Vương Thì Hòe, Hứa Phu Viễn, Vưu Thì Hi, Trương Hậu Giác, Đặng Dĩ Tán, Trương Nguyên Biện, Mạnh Hoa Lý, Mạnh Thu, Lai Tri Đức, Đặng Nguyên Tích, Lưu Nguyên Khanh, Chương Hoàng |
| quyển 284 | liệt truyện đệ 172 | Nho lâm tam: Khổng Hi Học, Khổng Ngạn Thằng, Nhan Hi Huệ, Tăng Chất Túy, Khổng Văn Lễ, Mạnh Hi Văn, Trọng Vu Bệ, Chu Miện, Trình Tiếp Đạo, Trình Khắc Nhân, Trương Văn Vận, Thiệu Kế Tổ, Chu Triền, Chu Thự |
| quyển 285 | liệt truyện đệ 173 | Văn uyển nhất: Dương Duy Trinh, Lục Cư Nhân, Tiền Duy Thiện, Hồ Hàn, Tô Bá Hành, Vương Miện, Quách Khuê, Lưu Bỉnh, Đái Lương, Vương Phùng, Đinh Hạc Niên, Nguy Tố, Dương Dĩ Ninh, Thạch Quang Tễ, Tần Dụ Bá, Triệu Huân, Tống Hi, Từ Nhất Quỳ, Triệu Tổng Khiêm, Nhạc Lương, Đào Tông Nghi, Cố Đức Huy, Viên Khải, Cao Khải, Dương Cơ, Vương Hành, Đường Túc, Tống Khắc, Tôn Phần, Vương Tá, Vương Mông, Quách Truyền |
| quyển 286 | liệt truyện đệ 174 | Văn uyển nhị: Lâm Hồng, Trịnh Định, Vương Phất, Hạ Sưởng, Thẩm Độ, em Thẩm Xán, Đằng Dụng Hanh, Niếp Đại Niên, Lưu Phổ, Tô Bình, Trương Bật, Trương Thái, Lục Dực, Lục Dong, Trình Mẫn Chính, La ?, Trữ Quán, Lý Mộng Dương, Khang Hải, Vương Cửu Tư, Vương Duy Trinh, Hà Cảnh Minh, Từ Trinh Khanh, Dương Tuần Cát, Chúc Doãn Minh, Đường Dần, Tang Duyệt, Biên Cống, Cố Lân, em Cố Lỵ, Trần Nghi, Trịnh Thiện Phu, Ân Vân Tiêu, Phương Hào, Lục Thâm, Vương Kỳ, Vương Đình Trần, Lý Liêm |
| quyển 287 | liệt truyện đệ 175 | Văn uyển tam: Văn Trưng Minh, Thái Vũ, Hoàng Tá, Âu Đại Nhâm, Lê Dân Biểu, Kha Duy Kỳ, Vương Thận Trung, Đồ Ứng Tuấn, Cao Thúc Tự, Thái Nhữ Nam, Trần Thúc, Nhâm Hãn, Hùng Quá, Lý Khai Tiên, Điền Nhữ Thành, con trai Điền Nghệ Hành, Hoàng Phủ Hiếu, em Hoàng Phủ Xung, Bàng Liêm, Mao Khôn, con trai Mao Duy, Tạ Trăn, Lư Nam, Lý Phàn Long, Lương Hữu Dự, Vương Thế Trinh, Uông Đạo Côn, Hồ Ứng Lân, em Hồ Thế Mậu, Quy Hữu Quang, con trai Quy Tử Mộ, Hồ Hữu Tín |
| quyển 288 | liệt truyện đệ 176 | Văn uyển tứ: Lý Duy Trinh, Hác Kính, Từ Vị, Đồ Long, Vương Trĩ Đăng, Du Doãn Văn, Vương Thúc Thừa, Cù Cửu Tư, Đường Thì Thăng, Lâu Kiến, Lý Lưu Phương, Trình Gia Toại, Tiêu Hoành, Hoàng Huy, Trần Nhân Tích, Đổng Kỳ Xương, Mạc Như Trung, Hình Đồng, Mễ Vạn Chung, Viêm Hoành Đọa, Chung Tinh, Đàm Nguyên Xuân, Vương Duy Kiệm, Lý Nhật Hoa, Tào Học Thuyên, Tăng Dị Tuyển, Vương Chí Kiên, Ngải Nam Anh, Chương Thế Thuần, La Vạn Tào, Trần Tế Thái, Trương Phổ, Trương Thải |
| quyển 289 | liệt truyện đệ 177 | Trung Nghĩa nhất: Hoa Vân, Chu Văn Tốn, Hứa Viện, Vương Khải, Tôn Viêm, Vương Đạo Đồng, Chu Văn Cương, Mưu Lỗ, Bùi Nguyên, Chu Hiển Trung, Vương Quân Lượng, Vương Cương, con trai Vương Ngạn Đạt, Vương Y, Ngô Vân, Hùng Đỉnh, Dịch Thiệu Tông, Cầm Bành, Trần Nhữ Thạch, Hoàng Phủ Bân, con trai Hoàng Phủ Bật, Ngô Quý, Trương Anh, Hùng Thượng Sơ, Vương Trinh, Vạn Sâm, Vương Hựu, Chu Hiến, con trai Chu Can, Dương Trung, Lý Huệ, Ngô Cảnh, Vương Nguyên, Phùng Kiệt, Tôn Tỉ, Hoắc Ân, Đoàn Trĩ, Trương Nhữ Chu, Tôn Toại, Hứa Quỳ, Hoàng Hoành, Mã Tư Thông, Tống Dĩ Phương, Vạn Mộc, Trịnh Sơn, Triệu Nam |
| quyển 290 | liệt truyện đệ 178 | Trung nghĩa nhị: Vương Miện, Cung Lượng, Trần Văn Thi, Đổng Luân, Vương Phu, Tiền Phán, Tiền Thuần, Đường Nhất Sầm, Chu Bầu, Tề Ân, Tôn Thang, Đỗ Hòe, Hoàng Xuyến, Trần Kiến, Vương Đức, Thúc Phái, Uông Nhất Trung, Vương Ứng Bằng, Đường Đỉnh, Tô Mộng Dương, Vi Tông Hiếu, Long Tinh, Trương Chấn Đức, Chương Văn Bỉnh, Đổng Tẫn Luân, Lý Trung Thần, Cao Quang, Cung Vạn Lộc, Lý Thế Huân, Trạch Anh, Quản Lương Tương, Lý Ứng Kỳ, Từ Triêu Cương, Dương Dĩ Thành, Tôn Khắc Thứ, Trịnh Đỉnh, Cơ Văn Dận, Mạnh Thừa Quang, Chu Vạn Niên, Tần Tam Phụ, Trương Dao, Vương Dữ Quỳ, Hà Thiên Cù, Dương Vu Bệ |
| quyển 291 | liệt truyện đệ 179 | Trung nghĩa tam: Phan Tông Nhan, Đậu Vĩnh Trừng, Trương Thuyên, Hà Đình Khôi, Từ Quốc Toàn, Cao Bang Tá, Cố Di, Thôi Nho Tú, Trần Phụ Nghiêu, Đoàn Triển, Trịnh Quốc Xương, Trương Phượng Kỳ, Lư Thành Công, Đảng Hoàn Thuần, An Thượng Đạt, Nhâm Quang Dụ, Lý Hiến Minh, Hà Thiên Cầu, Từ Trạch, Vũ Khởi Tiềm, Trương Xuân, Diêm Sinh Đẩu, Lý Sư Thánh, Vương Triệu Khôn, Vương Nhất Quế, Thượng Quan Tẫn, Tôn Sĩ Mĩ, Bạch Tuệ Nguyên, Lý Trinh Ninh, Kiều Nhược Văn, Lý Sùng Đức, Trương Bỉnh Văn, Tống Học Chu, Ngạn Dận Thiệu, Triệu Thỉnh, Cát Khổng Gia, Vương Đoan Miện, Hình Quốc Tỉ, Phùng Thủ Lễ, Trương Chấn Tú, Lưu Nguyên Thanh, Đặng Phiên Tích, Vương Duy Tân, Trương Hỗn Phương                                                                                                |
| quyển 292 | liệt truyện đệ 180 | Trung nghĩa tứ: Trương Doãn Đăng, Quách Cảnh Tung, Quách Ứng Hưởng, Trương Quang Khuê, Dương Vu Khải, Lý Trung Chính, Mã Túc Khinh, Phương Quốc Nho, Vương Thiệu Chính, Thường Tồn Úy, Lưu Định Quốc (nhà Minh), Hà Thừa Quang, Cao Nhật Lâm, Bàng Du, Đổng Tam Mô, Doãn Mộng Ngao, Triệu Sĩ Khoan, Lư Khiêm, Trương Hữu Tuấn, Cung Nguyên Tường, con trai Cung Bỉnh Hành, Diêu Doãn Cung, Vương Tín, Sử Ký Ngôn, Lý Quân Tứ, Lương Chí Nhân, Đan Tư Nhân, Vương Quốc Huấn, Hồ Nhĩ Thuần, Lê Hoằng Nghiệp, Mã Như Giao, Trương Thiệu Đăng, Trương Quốc Huân, Vương Đảo, Ngụy Thì Quang, Tưởng Giai Trưng, Ngô Sướng Xuân, Từ Thượng Khanh, Vương Thì Hóa, Nguyễn Chi Điền, Hác Cảnh Xuân, tử Hác Minh Loan, Trương Khắc Kiệm, Quảng Viết Nghiễm, Từ Thế Thuần, con trai Từ Triệu Lương, Dư Xác |
| quyển 293 | liệt truyện đệ 181 | Trung nghĩa ngũ: Vũ Đại Liệt, Từ Nhật Thái, Tiền Tộ Trưng, Thịnh Dĩ Hằng, Cao Hiếu Chí, Nhan Nhật Du, Ngải Dục Sơ, Phan Hoằng, Lưu Chấn Thế, Trần Dự Bão, Hứa Tuyên, Lưu Chấn Chi, Đỗ Bang Cử, Phí Tằng Mưu, Lý Thừa Vân, Dư Tước, Quan Vĩnh Kiệt, Hầu Quân Trạc, Trương Duy Thế, Diêu Nhược Thì, Vương Thế Tú, Nhan Tắc Khổng, Hứa Vĩnh Hi, Cao Đẩu Viên, Lý Trinh Tá, Chu Bốc Lịch, Lỗ Thế Nhâm, Trương Tín, Lưu Yên, Trần Hiển Nguyên, Hà Tiếp, Tả Tương Thân, Triệu Hưng Cơ, Trịnh Nguyên Thụ |
| quyển 294 | liệt truyện đệ 182 | Trung nghĩa lục: Hạ Thống Xuân, Tiết Văn Lễ, Trần Mĩ, Quách Dụ, Kham Cát Thần, Trương Quốc Huân, Lư Học Cổ, Chu Sĩ Hoàn, Trần Vạn Sách, Lý Khai Tiên, Hứa Văn Kỳ, Lý Tân, Quách Dĩ Trọng, Nhạc Bích, Quách Kim Thành, Thôi Văn Vinh, Chu Sĩ Đỉnh, Từ Học Nhan, Lý Dục Anh, Phùng Vân Lộ, Hùng Tịch, Minh Duệ, Dịch Đạo Xiêm, Phó Khả Tri, Thái Đạo Hiến, Chu Nhị Nam, Trương Bằng Dực, Âu Dương Hiển Vũ, Tiết Ứng Phân, Đường Mộng Côn, Đoàn Phục Hưng, Cận Thánh Cư, Giản Nhân Thụy, Hà Tương Lưu, Tư Ngũ Giáo, Trương Phượng Cách, Đô Nhâm, Vương Gia Lục, Chúc Vạn Linh, Vương Trưng, Trần Bân, Chu Phượng Kỳ, Vương Trưng Tuấn, Tống Chi Tuấn, Đinh Thái Vận, Thượng Đại Luân |
| quyển 295 | liệt truyện đệ 183 | Trung nghĩa thất: Hà Phục, Thiệu Tông Nguyên, Trương La Tuấn, em Trương La Ngạn, Kim Dục Động, Hàn Đông Minh, Thang Văn Quỳnh, Phạm Châm Thính, Hứa Diễm, Tào Túc, Vương Kiều Đống, Trương Kế Mạnh, Trần Kỳ Xích, Lưu Sĩ Đẩu, Thẩm Vân Tộ, Vương Lệ Tinh, Lưu Tam Sách, Doãn Thân, Trang Tổ Cáo, Cao Kỳ Huân, Vương Sĩ Kiệt, Trương Diệu, Ngô Tử Kỳ, Tăng Dị Soạn, Mễ Thọ Đồ, Cảnh Đình Lục, Mã Can, Tịch Thượng Trân, Khổng Sư Trình, Từ Đạo Hưng, La Quốc Hoàn, Lưu Đình Tiêu, Vương Vận Khai, Vương Vận Hoành |
| quyển 296 | liệt truyện đệ 184 | Hiếu nghĩa nhất: Trịnh Liêm, Vương Trừng, Từ Doãn Nhượng, Thạch Vĩnh Thọ, Tiền Anh, Tăng Đỉnh, Diêu Tần, Khâu Đạc, Lý Mậu, Thôi Mẫn, Lưu Hạo, Cố Tú, Chu Uyển, Ngu Tông Tể, Ngũ Hồng, Lưu Văn Hoán, Chu Hú, Nguy Trinh Phưởng, Lưu Cẩn, Lý Đức Thành, Thẩm Đức Tứ, Tạ Định Trụ, Bao Thật Phu, Tô Khuê Chương, Quyền Cẩn, Triệu Thân, Hướng Hóa, Lục Thượng Chất, Khúc Tường |
| quyển 297 | liệt truyện đệ 185 | Hiếu nghĩa nhị: Vương Tuấn, Lưu Chuẩn, Dương Kính, Thạch Nãi, Nhâm Thang, Sử Ngũ Thường, Chu Ngao, Vinh Tuyên, Diệp Văn Vinh, Phó Tiếp, Dương Thành Chương, Tạ Dụng, Hà Cạnh, Vương Nguyên, Hoàng Tỉ, Quy Việt, Tộc Tử Tú, Hà Lân, Tôn Thanh, Tống Hiến Chương, Lý Dự, Lưu Hiến, La Chương, Dung Sư Yển, Lưu Tĩnh, Ôn Việt, Du Tư, Trương Chấn, Tôn Văn, Thôi Giám, Đường Nghiễm, Khâu Tự, Trương Quân, Trương Thừa Tương, Vương Tại Phục, Vương Biện, Hạ Tử Hiếu, A Ký, Triệu Trọng Hoa, Tạ Quảng, Vương Thế Danh, Lý Văn Vịnh, Vương Ứng Nguyên, Khổng Kim, con trai Khổng Lương, Dương Thông Chiếu, em Dương Thông Kiệt, Phổ Thiệu, Trương Thanh Nhã, Bạch Tinh Trung |
| quyển 298 | liệt truyện đệ 186 | Ẩn dật: Trương Giới Phúc, Nghê Toản, Từ Phảng, Dương Hằng, Trần Hồi, Dương Dẫn, Ngô Hải, Lưu Mẫn, Dương Phủ, Tôn Nhất Nguyên, Thẩm Chu, Trần Kế Nho |
| quyển 299 | liệt truyện đệ 187 | Phương kỹ: Hoạt Thọ, Cát Can Tôn, Lã Phục, Nghê Duy Đức, Chu Hán Khanh, Vương Lý, Chu Điên, Trương Trung, Trương Tam Phong, Viên Củng, con trai Viên Trung Triệt, Đái Tư Cung, Thịnh Dần, Hoàng Phủ Trọng Hòa, Đồng Dần, Ngô Kiệt, Hứa Thân, Vương Luân, Lăng Vân, Lý Ngọc, Lý Thì Trân, Mậu Hi Ung, Chu Thuật Học, Trương Chính Thường, Lưu Uyên Nhiên |
| quyển 300 | liệt truyện đệ 188 | Ngoại thích: Trần Công, Mã Công, Lã Bản, Mã Toàn, Trương Kỳ, Hồ Vinh, Tôn Trung, con trai Tôn Kế Tông, Ngô An, Tiền Quý, Uông Tuyền, Hàng Dục, Chu Năng, Vương Trấn, Vạn Quý, Thiệu Hỉ, Trương Loan, Hạ Nho, Trần Vạn Ngôn, Phương Duệ, Trần Cảnh Hành, Lý Vĩ, Vương Vĩ, Trịnh Thừa Hiến, Vương Thăng, Lưu Văn Bỉnh, Lưu Văn Diệu, Trương Quốc Kỷ, Chu Khuê |
| quyển 301 | liệt truyện đệ 189 | Liệt nữ nhất |
| quyển 302 | liệt truyện đệ 190 | Liệt nữ nhị |
| quyển 303 | liệt truyện đệ 191 | Liệt nữ tam |
| quyển 304 | liệt truyện đệ 192 | Hoạn quan nhất: Trịnh Hòa, Hầu Hiển, Kim Anh, Hưng An, Phạm Hoằng, Vương Chấn, Tào Cát Tường, Lưu Vĩnh Thành, Hoài Ân, Đàm Cát, Uông Trực, Lương Phương, Tiền Năng, Hà Đỉnh, Đặng Nguyên, Lý Quảng, Tưởng Tông, Lưu Cẩn, Trương Vĩnh, Cốc Đại Dụng, Ngụy Bân |
| quyển 305 | liệt truyện đệ 193 | Hoạn quan nhị: Lý Phương, Phùng Bảo, Trương Kình, Trần Tăng, Trần Phụng, Cao Hoài, Lương Vĩnh, Dương Vinh, Trần Củ, Vương An, Ngụy Trung Hiền, Vương Thể Can, Lý Vĩnh Trinh, Thôi Văn Thăng, Trương Di Hiến, Cao Khởi Tiềm, Vương Thừa Ân, Phương Chính Hóa |
| quyển 306 | liệt truyện đệ 194 | Yêm đảng: Tiêu Phương, Lưu Vũ, Tào Nguyên, Trương Thải, Hàn Phúc, Cố Bỉnh Khiêm, Ngụy Quảng Vi, Thôi Trình Tú, Ngô Thuần Phu, Lưu Chí Tuyển, Lương Mộng Hoàn, Tào Khâm Trình, Thạch Tam Úy, Vương Thiệu Huy, Chu Ứng Thu, Hoắc Duy Hoa, Từ Đại Hóa, Diêm Minh Thái, Giả Kế Xuân, Điền Nhĩ Canh, Hứa Hiển Thuần |
| quyển 307 | liệt truyện đệ 195 | Nịnh hãnh: Kỉ Cương, Môn Đạt, Đãi Cảo, Lý Tư Tỉnh, Kế Hiểu, Giang Bân, Hứa Thái, Tiền Ninh, Lục Bỉnh, Thiệu Nguyên Tiết, Đào Trọng Văn, Cố Khả Học, Thịnh Đoan Minh |
| quyển 308 | liệt truyện đệ 196 | Gian thần: Hồ Huy Dung, Trần Ninh, Trần Anh, Mã Lân, Nghiêm Tung, Triệu Anh Hoa, Chu Diên Nho, Ôn Thể Nhân, Mã Sĩ Anh, Nguyễn Đại Thành |
| quyển 309 | liệt truyện đệ 197 | Lưu tặc: Lý Tự Thành, Trương Hiến Trung |
| quyển 310 | liệt truyện đệ 198 | Thổ ti |
| quyển 311 | liệt truyện đệ 199 | Tử Xuyên thổ ti nhất |
| quyển 312 | liệt truyện đệ 200 | Tứ Xuyên thổ ti nhị |
| quyển 313 | liệt truyện đệ 201 | Vân Nam thổ ti nhất |
| quyển 314 | liệt truyện đệ 202 | Vân Nam thổ ti nhị |
| quyển 315 | liệt truyện đệ 203 | Vân Nam thổ ti tam |
| quyển 316 | liệt truyện đệ 204 | Quý Châu thổ ti |
| quyển 317 | liệt truyện đệ 205 | Quảng Tây thổ ti nhất |
| quyển 318 | liệt truyện đệ 206 | Quảng Tây thổ ti nhị |
| quyển 319 | liệt truyện đệ 207 | Quảng Tây thổ ti tam |
| quyển 320 | liệt truyện đệ 208 | Ngoại quốc nhất: Triều Tiên |
| quyển 321 | liệt truyện đệ 209 | Ngoại quốc nhị: An Nam |
| quyển 322 | liệt truyện đệ 210 | Ngoại quốc tam: Nhật Bản |
| quyển 323 | liệt truyện đệ 211 | Ngoại quốc tứ: Lưu Cầu, Lã Tống, Hiệp Miêu Lý, Mỹ Lạc Cư, Sa Dao, Nột Tất Than, Kê Lung, Bà La, Ma Diệp Úng, Cổ Ma Thứ Lãng, Phùng Gia Thi Nan, Văn Lang Mã Thần |
| quyển 324 | liệt truyện đệ 212 | Ngoại quốc ngũ: Chiêm Thành, Tân Đồng Long, Chân Lạp, Xiêm La, Trảo Oa, Đồ Bà, Tô Cát Đan, Điệp Lý, Nhật La Hạ Trị, Tam Phật Tề |
| quyển 325 | liệt truyện đệ 213 | Ngoại quốc lục: Bột Nê, Mãn Lạt Gia, Tô Môn Đáp Lạt, Tu Văn Đạt Na, Tô Lộc, Tây Dương Tỏa Lý, Tỏa Lý, Lãm Bang, Đạm Ba, Bách Hoa, Bành Hanh, Na Cô Nhi, Lê Phạt, Nam Bột Lợi, A Lỗ (Ách Lỗ), Nhu Phật, Đinh Cơ Nghi, Ba Lạt Tây, Phật Lãng Cơ, Hòa Lan |
| quyển 326 | liệt truyện đệ 214 | Ngoại quốc thất: Cổ Lý, Kha Chi, Tiểu Cát Lan, Đại Cát Lan, Tích Lan Sơn, Bảng Cát Lạt, Chiểu Nạp Phác Nhi, Tổ Pháp Nhi, Mộc Cốt Đô Thúc, Bất Lạt Oa, Trúc Bộ, A Đan, Lạt Tát, Ma Lâm, Hốt Lỗ Mô Tư, Lựu Sơn, Bỉ Lạt, Tôn Lạt, Nam Vu Lý, Gia Di Lặc, Cam Ba Lý, Cấp Lan Đan, Sa Lý Loan Nê, Để Lý, Thiên Lý Đạt, Thất Lạt Bỉ, Cổ Lý Ban Tốt, Lạt Nê, Hạ Lạt Bỉ, Kì Lạt Nê, Quật Sát Nê, Xá Lạt Tề, Bành Gia Na, Bát Khả Ý, Ô Sa Lạt Thích, Khảm Ba, A Oa, Đả Hồi, Bạch Cát Đạt, Hắc Cát Đạt, Phật Lâm, Ý Đại Lý Á |
| quyển 327 | liệt truyện đệ 215 | Ngoại quốc bát: Thát Đát |
| quyển 328 | liệt truyện đệ 216 | Ngoại quốc cửu: Ngõa Lạt, Đóa Nhan (Phúc Dư, Thái Ninh) |
| quyển 329 | liệt truyện đệ 217 | Tây Vực nhất: Cáp Mật vệ, Liễn Thành, Hỏa Châu, Thổ Lỗ Phồn |
| quyển 330 | liệt truyện đệ 218 | Tây Vực nhị: An Định vệ, A Đoan vệ, Khúc Tiên vệ, Xích Cân Mông Cổ vệ, Sa Châu vệ, Hãn Đông vệ, Hãn Đông Tả vệ, Cáp Mai Lý |
| quyển 331 | liệt truyện đệ 219 | Tây Vực Tam: Ô Tư Tạng, Đại Bảo Pháp Vương, Đại Thừa Pháp Vương, Đại Từ Pháp Vương, Xiển Hóa Vương, Tán Thiện Vương, Hộ Giáo Vương, Xiển Giáo Vương, Phụ Giáo Vương, Tây Thiên A Nan Công Đức Quốc, Tây Thiên Ni Bát Lạt Quốc, Đóa Cam, Ô Tư Tạng hành đô chỉ huy sứ ti, Trường Hà Tây Ngư Thông Ninh Viễn tuyên úy ti, Đổng Bốc Hàn Hồ tuyên úy ti |
| quyển 332 | liệt truyện đệ 220 | Tây Vực tứ Tát Mã Nhi Hãn, Sa Lộc Hải Nha, Đạt Thất Cán, Tái Lam, Dưỡng Di, Khát Thạch, Điệt Lý Mê, Bốc Hoa Nhi, Biệt Thất Bát Lý, Cáp Liệt, Yêm Đô Hoài, Bát Đáp Hắc Thương, Vu Điền, Thất Lạt Tư, Yêm Đích Cán, Cáp Thật Cáp Nhi, Diệc Tư Phất Hãn, Hỏa Lạt Tráp, Khất Lực Ma Nhi, Bạch Tùng Hổ Nhi, Đáp Nhi Mật, Nạp Thất Giả Hãn, Mẫn Chân, Nhật Lạc, Mễ Tích Nhi, Hắc Lâu, Thảo Lai Tư, A Tốc, Sa Cáp Lỗ, Thiên Phương, Mặc Đức Na, Khôn Thành, nhị thập cửu bộ Cáp Tam, Lỗ Mê |

## Đóng góp trong việc nghiên cứu lịch sử Việt Nam
Quyển 321, Liệt truyện thứ 209, ngoại quốc thứ 2 ghi về An Nam. Liệt truyện cho rằng nước ta tự chủ từ thời Ngũ Đại khi Khúc Thừa Mỹ giữ nước. Lần lượt sau đó, Liệt truyện ghi sơ lược về các thời Đinh, Tiền Lê và Lý. Nội dung chính của Liệt truyện ghi về nhà Trần, nhà Hồ và cuộc xâm lược của nhà Minh, dẫn đến thời kỳ Bắc thuộc lần 4. Liệt truyện cũng ghi chi tiết về cuộc khởi nghĩa Lam Sơn và gia đoạn nhà Lê sơ. Việc nhà Mạc thành lập và suy tàn cũng được Liệt truyện ghi chép cho đến tận năm 1624.